# Флеминг, Джон (стрелок)
Джон Фрэнсис Флеминг (англ. John Francis Fleming; 26 августа 1881, Кезик, Камбрия — 9 января 1965, Лондон) — британский стрелок, чемпион летних Олимпийских игр.
Флеминг принял участие в летних Олимпийских играх в Лондоне в двух дисциплинах по стрельбе из малокалиберной винтовки. Он стал чемпионом в стрельбе по исчезающей мишени, а также стал девятым в стрельбе по подвижной мишени.